# UFC Fight Night: Андради vs. Чжан
UFC Fight Night: Andrade vs. Zhang, также известный как UFC Fight Night 157 или UFC on ESPN+ 15 — турнир по смешанным единоборствам, проведённый организацией Ultimate Fighting Championship 31 августа 2019 года на спортивной арене "Shenzhen Universiade Sports Centre Arena" в городе Шэньчжэнь, Китай.
В главном бою вечера Чжан Вэйли победила Жессику Андради техническим нокаутом в 1-м раунде и завоевала чемпионский титул в женском минимальном весе.

## Результаты турнира
| Бой п/п                    | Весовая категория         | Участники и результат боя | Участники и результат боя | Участники и результат боя | Способ победы                                | Раунд                | Время                | Прим.                                                                  |
| Главный кард (ESPN+)       | Главный кард (ESPN+)      | Главный кард (ESPN+)      | Главный кард (ESPN+)      | Главный кард (ESPN+)      | Главный кард (ESPN+)                         | Главный кард (ESPN+) | Главный кард (ESPN+) | Главный кард (ESPN+)                                                   |
| -------------------------- | ------------------------- | ------------------------- | ------------------------- | ------------------------- | -------------------------------------------- | -------------------- | -------------------- | ---------------------------------------------------------------------- |
| Бой 11                     | Жен. минимальный вес      | Чжан Вэйли                | поб.                      | Жессика Андради (ч)       | Технический нокаут (удары коленями и руками) | 1                    | 0:42                 | Бой за титул чемпиона UFC в жен. минимальном весе. Выступление вечера. |
| Бой 10                     | Полусредний вес           | Ли Цзинлян                | поб.                      | Элизеу Залески дус Сантус | Технический нокаут (удары руками)            | 3                    | 4:51                 | Выступление вечера                                                     |
| Бой 9                      | Наилегчайший вес          | Кай Кара-Франс            | поб.                      | Марк Де Ла Роса           | Единогласное решение (30–27, 30–27, 29–28)   | 3                    | 5:00                 |                                                                        |
| Бой 8                      | Полусредний вес           | Сун Кэнань                | поб.                      | Деррик Кранц              | Единогласное решение (29–28, 29–28, 29–28)   | 3                    | 5:00                 |                                                                        |
| Бой 7                      | Промежуточный вес (129) * | Мизуки Инуэ               | поб.                      | У Янань                   | Раздельное решение (28–29, 29–28, 29–28)     | 3                    | 5:00                 |                                                                        |
| Предварительные бои (ESPN) |                           |                           |                           |                           |                                              |                      |                      |                                                                        |
| Бой 6                      | Средний вес               | Энтони Эрнандес           | поб.                      | Пак Чон Ён                | Сдача, удушающий приём (анаконда)            | 2                    | 4:39                 |                                                                        |
| Бой 5                      | Легчайший вес             | Су Мудаэрцзи              | поб.                      | Андре Сукхамтат           | Единогласное решение (30–26, 30–26, 30–25)   | 3                    | 5:00                 |                                                                        |
| Бой 4                      | Полутяжёлый вес           | Чон Да Ун                 | поб.                      | Хадис Ибрагимов           | Сдача, удушающий приём (гильотина стоя)      | 3                    | 2:00                 |                                                                        |
| Бой 3                      | Лёгкий вес                | Дамир Исмагулов           | поб.                      | Тиагу Мойзес              | Единогласное решение (30–26, 30–27, 30–27)   | 3                    | 5:00                 |                                                                        |
| Бой 2                      | Легчайший вес             | Алатэн Хэйли              | поб.                      | Данаа Батгерел            | Единогласное решение (29–27, 29–27, 29–27)   | 3                    | 5:00                 | Лучший бой вечера                                                      |
| Бой 1                      | Жен. легчайший вес        | Карол Роса                | поб.                      | Лара Прокопиу             | Раздельное решение (28–29, 30–27, 29–28)     | 3                    | 5:00                 |                                                                        |

## Награды
Следующие бойцы были удостоены денежного бонуса в $50,000:
- Лучший бой вечера: Алатэн Хэйли vs. Данаа Батгерел
- Выступление вечера: Чжан Вэйли и Ли Цзинлян